# Świniec (województwo zachodniopomorskie)
Świniec – osada w Polsce położona w województwie zachodniopomorskim, w powiecie kamieńskim, w gminie Kamień Pomorski. W pobliżu wsi znajduje się Jezioro na Górce.

## Historia
Przed 1945 nazwa miejscowości to Schwenz. Wieś należała do rodziny von Keller i von Ploetz.
W latach 1975–1998 miejscowość położona była w województwie szczecińskim. 

## Zabytki
- park dworski, z drugiej poł. XIX, nr rej.: A-1358 z 12.12.1980[5], pozostałość po dworze.